# Centraal-Algonkische talen
De Centraal-Algonkische talen worden in het algemeen zowel gezien als subgroep van de Algonkische talen, als een lid van de Algische talen. 
De taalfamilie is meer een gebiedsgroepering, oftewel de taalfamilie heeft niet per se veel verwante woorden. De Centraal-Algonkische worden in de volgende staten van de VS gesproken: North Dakota, Oklahoma, Kansas, Minnesota, het noordelijke gebied van Michigan, Noord-New York, Vermont, Maine, Iowa en een klein deel van Illinois (het meest noordelijke puntje van het westen). Ook in het zuidelijke deel van Canada wordt deze taalfamilie gesproken. Vooral in de provincie Ontario. Alleen de meest oostelijke Centraal-Algonkische talen (vooral gesproken in Maine) verschillen veel met de rest van de taalfamilie. Het Potawatomi en het Ojibwe wordt vaak gezien als het algemeen Centraal-Algonkisch. Deze twee talen lijken dan ook veel op elkaar.